# Діанська Наталія Євгеніївна
Наталія Євгенівна Діанська (нар. 7 березня 1989, Навої) — російська волейболістка, центральна блокуюча, майстер спорту міжнародного класу.

## Біографія
Наталія Діанська народилася 1989 року в узбецькому місті Навої, в дитинстві разом з родиною переїхала до Череповця. Починала грати у волейбол у череповецькій СДЮСШОР у тренера Тетяни Борисівни М'ясникової, з 2004 року виступала за місцеву «Северсталь».
У 2005 році у складі юніорської збірної Росії завоювала срібну медаль та приз найкращій блокуючої на чемпіонаті Європи в Таллінні, а також виграла срібло на чемпіонаті світу в Макао. У 2006 році, виступаючи за молодіжну збірну, стала найрезультативнішим гравцем чемпіонату Європи у Франції.
В ході сезону-2008/09 Наталія Дианская перейшла з «Сєвєрсталі» в краснодарське «Динамо» і допомогла своїй новій команді завоювати путівку у Суперлігу. По закінченні сезону перейшла в «Факел», грала за новоуренгойський колектив упродовж наступних двох років.
У 2011 році повернулася в «Севєрсталь», якої чекав дебют у Суперлізі. У цій команді вона також провела два сезони в чемпіонаті Росії-2012/13 після попереднього етапу мала четвертий серед всіх гравців турніру показник за кількістю очок, зароблених на блоці. За підсумками чемпіонату «Севєрсталь» покинула елітний дивізіон, Наталія Діанська підписала контракт з краснодарським «Динамо».
Тим часом Юрій Маричев викликав Наталю в збірну Росії. Влітку 2013 року вона стала срібним призером турніру «Монтре Волею Мастерс», переможницею Кубку Єльцина і Універсіади в Казані. 11 серпня в Єкатеринбурзі на турнірі Гран-прі провела перший офіційний матч за збірну Росії, у вересні виграла в її складі чемпіонат Європи.
У сезоні-2014/15 у складі краснодарського «Динамо» виграла Кубок Росії з призом кращого блокуючої «Фіналу шести», Кубок Європейської конфедерації волейболу та срібну медаль клубного чемпіонату світу.